# Линч, Джер
Джер Линч (родился 2 октября 1971 года) — американский гимнаст. Участник летних Олимпийских игр 1992 в Барселоне и 1996 года в Атланте. В Атланте он завоевал серебряную медаль в упражнениях на брусьях.

## Биография
Линч родился в городе Амхерсте, штат Массачусетс. В молодости Линч занимался спортивной гимнастикой под руководством тренера Рик Такер в городе Колумбия, штат Мэриленд.
Учился в Стэнфордском университете, был членом мужской команды Стэнфордского университета по спортивной гимнастике, его тренерами были Садао Хамада и Дэвид Жисчик.
Некоторое время спортсмен работал в центре для несовершеннолетних.

## Спортивные достижения
Налетних Олимпийских играх 1992 года в Барселоне он финишировал шестым в упражнениях на брусьях.
На летних Олимпийских играх 1996 года в Атланте он завоевал серебряную медаль в упражнениях на брусьях.
В 1997 году, после окончания спортивной карьеры, он основал девелоперскую компанию JAIR LYNCH Development Partners.
В 2009 году Линч входил в состав комиссии по присуждению архитектурной премии Rudy Bruner Award for Urban Excellence.

## Выступления на Олимпийских играх
| Олимпиада      | Дисциплина           | Место              |
| -------------- | -------------------- | ------------------ |
| Барселона 1992 | личное первенство    | 60 (квалификация)  |
| Барселона 1992 | командное первенство | 6                  |
| Барселона 1992 | вольные упражнения   | 73 (квалификация)  |
| Барселона 1992 | опорный прыжок       | 92 (квалификация)  |
| Барселона 1992 | параллельные брусья  | 6                  |
| Барселона 1992 | перекладина          | 15T (квалификация) |
| Барселона 1992 | кольца               | 66T (квалификация) |
| Барселона 1992 | конь                 | 26T (квалификация) |
| Барселона 1992 | личное первенство    | 65 (квалификация)  |
| Барселона 1992 | командное первенство | 5                  |
| Атланта 1996   | вольные упражнения   | 14T (квалификация) |
| Атланта 1996   | опорный прыжок       | 25T (квалификация) |
| Атланта 1996   | параллельные брусья  | 2                  |
| Атланта 1996   | перекладина          | 104 (квалификация) |
| Атланта 1996   | кольца               | 64 (квалификация)  |
| Атланта 1996   | конь                 | 22 (квалификация)  |